# Giuseppe Ghedini
Giuseppe Antonio Ghedini (né à  Ficarolo 15 mars 1707 et mort à Ferrare le 5 juin 1791) est un peintre italien de la période baroque, principalement actif à Ferrare.

## Biographie
Giuseppe Ghedini est né à Ficarolo dans la province de Rovigo. Il s'est formé avec Giacomo Parolini  et  est devenu professeur de peinture à l'Académie des Beaux-Arts de Ferrare.
Il a peint pour l'église  de Mirandola et pour l'église de Vallalta. Il a peint un cycle de peintures sur les Mystères du Rosaire, autrefois autour de l'autel dédié à la Madonna del Rosario dans l'église San Materno Vescovo de Melara  et  maintenant à Rovigo. Le frère de Giuseppe était un prélat de ville. Il a peint deux retables pour Santa Maria in Vado : un livre d'or et  Sacrifice de Melchisédec.
Il a peint de nombreux portraits, notamment celui de Girolamo Baruffaldi (Cento, 1736), Ferrante Borsetti, le pape Benoît XIV et l'évêque B. Barberini. Ghedini a aidé à illustrer la page de couverture d'une édition de Gerusalemme Liberata de Ricciardetto di N. Fortiguerri, également gravée par Zucchi .